# Eccleria
Le mouvement Eccleria (ex MCC - Mouvement Chrétien des Cadres et dirigeants) est un mouvement chrétien s'inscrivant dans une lignée plus que centenaire, d'inspiration ignacienne. Régi par une brève charte, il vise à concrétiser le message évangélique dans le monde du travail et de l'économie, via la transformation intérieure de ses membres, et construire un sentiment commun sur les questions de société et parfois, prendre des positions publiques.

## Histoire
En 1892, un jeune jésuite, Henri-Régis Pupey-Girard, constitue une union dite « de prière et d'apostolat », qui s'appellera « l'Union des ingénieurs catholiques » (UIC).
En 1906, après la loi de séparation des Églises et de l'État, l’UIC se transforme en une association appelée « l'Union sociale des ingénieurs catholiques » (USIC).
En 1937, un nouveau mouvement naît dans l'orbite de l'USIC. Il comprend deux branches, celle des cadres et celle des dirigeants, et s'intitule le MICIAC : Mouvement des ingénieurs et chefs d'industrie d'action catholique.
En 1966, le Mouvement des cadres, ingénieurs et dirigeants chrétiens (MCC), naît de la fusion de l'USIC et du MICIAC,.
En 1998 se produit un changement dans la dénomination du MCC. L’intitulé du mouvement devient le « Mouvement chrétien des cadres et dirigeants ».
En 2015, pour fêter ses 50 ans, le MCC publie l'ouvrage Dieu s'intéresse-t-il à notre travail ? La réponse du MCC qui s'adresse à tous ceux et celles qui s'interrogent sur leur façon d'exercer leurs responsabilités - en particulier professionnelles,.
En 2016, le congrès national du MCC des 12 et 13 novembre a rassemblé plus de 1600 participants autour du thème Accélérer, jusqu'où ? L'homme au cœur du mouvement à La Plaine Saint-Denis,.
En 2018, le MCC s’associe à des responsables de communautés, associations et mouvements d’Église au sein du collectif « Promesses d’Église », une démarche qui vise à revoir les modes de gouvernance dans l'Église.
En 2025, pour marquer sa régénération, le mouvement change de nom et devient Eccleria, nom évoquant la lumière et l'Ecclesia (Église).

## Fonctionnement
Eccleria est organisé en association loi 1901.
La mission d'Eccleria est d'aider ses membres à agir davantage selon l'Esprit du Christ dans tous les lieux où s'exercent leurs responsabilités et se prennent leurs décisions, avec une attention privilégiée à la vie professionnelle des cadres et dirigeants du monde économique et social, dans leur environnement français, européen et mondial,.
Eccleria est organisé en équipes. Une équipe est typiquement constituée d'une dizaine de personnes (seules ou en couples), qui partagent chaque mois autour d'un thème choisi par l'un des membres de l'équipe, en lien avec l'aumônier. Le succès de la réunion d'équipe repose sur la confiance dans l'équipe (les échanges restent confidentiels), le fait de s'exprimer sur des situations concrètes et personnellement implicantes (pour éviter la conversation de salon), et la recherche de sens dans ces situations vécues, à la lumière du message évangélique, éclairée par un accompagnateur de l'équipe qui peut être un religieux ou un laïc. Eccleria propose à ses membres de vivre la réunion d'équipe comme une rencontre avec le Christ, de la même manière que deux disciples ont reconnu le Christ ressuscité après que celui-ci les a rejoints sur le chemin d'Emmaüs.
Issu en 1975 du MCC, le Groupe Recherche Emploi (GRE) propose trois fois par an un cycle de formation et d’entraînement pour construire et mieux cibler la recherche d’emploi. Il s’adresse aux cadres en transition professionnelle et depuis 2019 aux cadres en activité souhaitant changer d’entreprise.

## Membres
Le mouvement est ouvert à des chrétiens de toutes tendances, et aux personnes en phase avec les valeurs chrétiennes mais pas forcément chrétiennes elles-mêmes. Il regroupe près de 3 000 personnes en France, et environ 300 Jeunes Professionnels (23-35 ans).
Le Réseau des Retraités Actifs d'Eccleria participe pleinement à la mission du mouvement et ses membres sont insérés à part entière dans le Mouvement, en apportant plus particulièrement la dimension « réseau » qui consiste à relier Eccleria à d’autres organisations et à favoriser les responsabilités locales.

## Gouvernance
Une Assemblée générale regroupe les responsables nationaux, les responsables de régions et de secteurs, les aumôniers de régions ainsi que les responsables des réseaux et commissions. Elle décide des grandes orientations du mouvement et se réunit une fois par an.
Un Conseil d'administration regroupe 3 collèges d'administrateurs ; les administrateurs - membres du Bureau national dont les responsables nationaux, les administrateurs - responsables de régions, et les administrateurs - membres qualifiés (ex: les responsables des réseaux et commissions, anciens responsables du bureau ou nationaux, etc.). Il élabore les orientations du mouvement et prépare les décisions de l'Assemblée générale. Il veille à l’exécution des décisions prises en Assemblée Générale par le Bureau national et se réunit au minimum 2 fois par an.
Le Bureau national est l’organe exécutif du Conseil d'administration et l’organe représentatif du mouvement dans son ensemble vis-à-vis de l’extérieur. Il est animé par un président et vice-président ou des co-presidents « Responsables nationaux » élus par l'Assemblée Générale . Il coopte les membres du Bureau national et les soumet pour approbation au Conseil d'administration. Chacun des membres du Bureau est correspondant d’une ou plusieurs régions. Il est assisté dans sa mission par l’Aumônier national et se réunit une à deux fois par mois.

## Responsables nationaux
- 1965-1970 : B. Leclerc
- 1970-1975 : J-M et A. Bauer
- 1975-1978 : J. et M-B Vignon
- 1978-1981 : H. et M-0 Klipfel
- 1981-1984 : P-I et A. de Saint-Germain
- 1984-1987 : D. et N. Bourgouin
- 1987-1990 : D. et O. Guibé
- 1990-1993 : X. et A. Grenet
- 1993-1996 : A. et B. Heilbrunn
- 1996-1999 : M. et A. Mortureux
- 1999-2002 : P. et C. Ledouble
- 2002-2003 : E. et C. Gille
- 2003-2006 : C. et S. Sauret
- 2006-2009 : Y. et G-I Coulomb
- 2009-2012 : L. et A. Salvo
- 2012-2015 : P. et C. Degiovanni [14]
- 2015-2018 : T. et P. Lormeau [15]
- 2018-2021 : V. et E. Prat[13]
- 2021-2024 : M et C. Lesage[16]
- 2024-Actuels : C et J-B Salles[17]

## Publications
Eccleria édite la revue numérique en ligne Responsables, qui apporte un éclairage sur les grands thèmes de la vie professionnelle. Elle nourrit la réflexion et la vie spirituelle des membres et s'adresse à tous. Accessible sur smartphone, tablette et PC. Un collector sous forme papier est édité tous les ans.[réf. nécessaire]